# Калач (місто)
Калач — місто (з 1945) в Росії, адміністративний центр Калачіївського району Воронезької області та міського поселення Калач.
Населення — 18834 (2018 рік).

## Географія
Місто розташоване біля злиття річок Толучіївка та Підгірна (сточище Дону), за 240 км від Воронежа.
До Калачіївського міського поселення відносяться:
- місто Калач,
- хут. Гаранькин,
- хут. Гриньов,
- хут. Злосний,
- хут. Крутий,
- хут. Николенков,
- хут. Рибкін,
- хут. Сереженков.

## Історія
За археологічними розкопками, у II тисячолітті до Р. Х. територію Калацької округи населяли стародавні землероби й скотарі. Протягом багатьох сторіч Калацьким степом хвиля за хвилею прокочувалися кочовики. З 1571 року в межах Калачіївського району організовується постійна громадська сторожова служба.
Постійні поселення виникають на початку XVIII століття. Їх засновують як вільні українські переселенці, так й українські козаки слобідського Острогозького полку. У 1715 році Воронезька губернська канцелярія дала припис про створення поселення — слободи Калач. Торговельне значення слободи зросло, коли у 1896 році була побудована залізниця.
В роки Російської громадянської війни край опинився плацдармом запеклих боїв.
30 липня 1928 році Калач стає центром новоутвореного Калачіївського району.
Не залишився осторонь Калачіївський район в роки німецько-радянської війни. Понад 15 тисяч воїнів билися на різних фронтах, з них понад 9 тисяч не повернулися з поля бою. 17 калачіївців стали Героями Радянського Союзу.
10 січня 1945 року село Калач перетворено на місто районного підпорядкування Указом Президії Верховної Ради РРФСР.
У 1960 році прийняв перше зерно найбільший в області елеватор. У 1970—1980 роки в передмісті Калача були пущені в експлуатацію великі підприємства: цукровий і сироробний заводи, м'ясокомбінат, електричні мережі, трансгаз.
На території Калачіївського району розташовано понад 100 пам'яток історії, культури, архітектури.

## Клімат
Клімат міста помірно континентальний, з відносно холодною зимою й жарким, посушливим літом.
| Клімат Калача (норма 1981—2010 рр..)                                      | Клімат Калача (норма 1981—2010 рр..) | Клімат Калача (норма 1981—2010 рр..) | Клімат Калача (норма 1981—2010 рр..) | Клімат Калача (норма 1981—2010 рр..) | Клімат Калача (норма 1981—2010 рр..) | Клімат Калача (норма 1981—2010 рр..) | Клімат Калача (норма 1981—2010 рр..) | Клімат Калача (норма 1981—2010 рр..) | Клімат Калача (норма 1981—2010 рр..) | Клімат Калача (норма 1981—2010 рр..) | Клімат Калача (норма 1981—2010 рр..) | Клімат Калача (норма 1981—2010 рр..) | Клімат Калача (норма 1981—2010 рр..) |
| Показник                                                                  | Січ.                                 | Січ.                                 | Березень                             | Кві.                                 | Травень                              | Червень                              | Липень                               | Серп.                                | Сен.                                 | Окт.                                 | Листоп.                              | Дек.                                 | Рік                                  |
| Середня температура, °C                                                   | -6,1                                 | -6,5                                 | -1                                   | 8,4                                  | 15,1                                 | 19,3                                 | 21,2                                 | 19,9                                 | 13,7                                 | 7,2                                  | -0,2                                 | -4,9                                 | 7,2                                  |
| Норма опадів, мм                                                          | 42                                   | 33                                   | 29                                   | 24                                   | 37                                   | 57                                   | 57                                   | 35                                   | 50                                   | 40                                   | 43                                   | 42                                   | 489                                  |
| ------------------------------------------------------------------------- | ------------------------------------ | ------------------------------------ | ------------------------------------ | ------------------------------------ | ------------------------------------ | ------------------------------------ | ------------------------------------ | ------------------------------------ | ------------------------------------ | ------------------------------------ | ------------------------------------ | ------------------------------------ | ------------------------------------ |
| Джерело: ФГБУ "ВНИИГМИ-СЦД" [Архівовано 31 липня 2017 у Wayback Machine.] |                                      |                                      |                                      |                                      |                                      |                                      |                                      |                                      |                                      |                                      |                                      |                                      |                                      |

## Господарство
- цукровий завод
- харчовий комбінат
- завод з виробництва сиру
- комбінат хлібопродуктів Калачеевский
- завод будматеріалів
- авторемонтні заводи
- видобуток крейди (видобуток припинено)

## У мистецтві
Згадується в пісні «Ешелонна (Пісня про Ворошилова)» на слова Осипа Количева.

## Культура

#### Музеї
- Калачіївський районний краєзнавчий музей  [Архівовано 2 листопада 2018 у Wayback Machine.]

#### Кінотеатри
- Кінотеатр Ювілейний

#### Будинку культури
- РДК Ювілейний
- ДК Заброденський
- ДК ім. В. І. Чапаєва

## Пам'ятки історії та архітектури
- Пам'ятник В. І. Леніну
- Пам'ятник Жаку Якобину
- Пам'ятник В. П. Маргелову
- Пам'ятник Є. О. Родіонову
- Калачіївська крейдяна печера
- Храмовий комплекс Успенської церкви (XVIII—XX століття. Пам'ятка архітектури)
- Успенська церква (1750 рік. Пам'ятка архітектури)
- Будинок Лисицина (Калач, вулиця 9 Січня, 3; початок XX сторіччя. Пам'ятка архітектури)
- Будівля початкової школи (Калач, площа Леніна, 10; XIX сторіччя. Пам'ятка архітектури)
- Житловий будинок (Калач, Червоноармійська вулиця, 3; XIX сторіччя. Пам'ятка архітектури)
- Житловий будинок (Калач, площа Леніна, 6; 1900 рік. Пам'ятка архітектури)

## Освіта
У місті Калач діють освітні установи і організації. На сьогоднішній день працюють: Калачіївська гімназія № 1  [Архівовано 28 лютого 2019 у Wayback Machine.]
Калачіївська ЗОШ № 1  [Архівовано 23 лютого 2019 у Wayback Machine.]
Калачіївська ЗОШ № 6  [Архівовано 21 грудня 2018 у Wayback Machine.]
Калачіївська дитяча школа мистецтв  [Архівовано 10 липня 2019 у Wayback Machine.]
Калачіївський аграрний технікум  [Архівовано 22 лютого 2019 у Wayback Machine.]

## Постаті
- Бондарєв Петро Артемович (* 1922) — український науковець у галузі математики, кандидат фізико-математичних наук, доцент. Ветеран Другої світової війни.